# Kritosaurus
Kritosaurus is een geslacht van uitgestorven plantenetende ornithischische dinosauriërs, behorend tot de Euornithopoda, die tijdens het Laat-Krijt voorkwamen in Noord-Amerika.

## Vondsten en naamgeving
Op 27 augustus 1904 vond de fossielenjager Barnum Brown bij Ojo Alamo, San Juan County, New Mexico, een fossiel van een euornithopode. Op de aanwezigheid van fossielen in het gebied was in 1902 gewezen door de geoloog George H. Pepper. Het fossiel wilde Brown eerst "Nectosaurus" noemen, 'zwemmende sauriër', maar hij ontdekte later dat deze naam bezet was door de echte Nectosaurus Merriam 1905. Jan Versluys echter vermeldde de naam in 1910 in een publicatie; dit is een ongeldige nomen nudum. Hetzelfde jaar benoemde Brown de typesoort Kritosaurus navajovius. De geslachtsnaam is afgeleid van het Oudgrieks κριτός, kritos, 'gescheiden', een verwijzing naar het gescheiden zijn van het jukbeen en het quadratum door het quadratojugale. Ten onrechte verklaart men de naam wel als 'onderscheiden, voornaam', een vermeende verwijzing naar de 'nobele Romeinse neus' van het dier — maar die neus was Brown in 1910 nog onbekend. De soortaanduiding verwijst naar de Navaho.

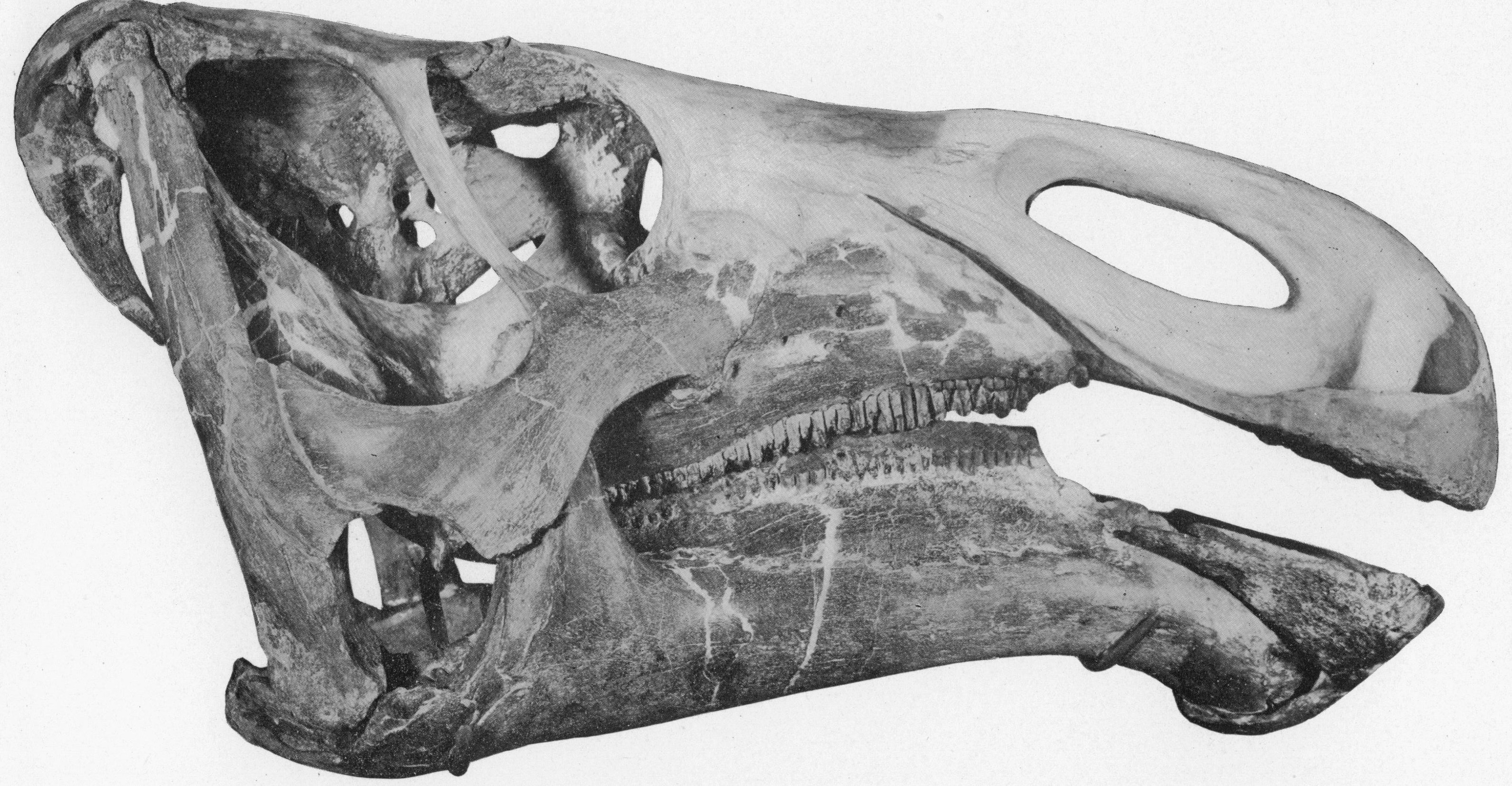
Browns oorspronkelijke reconstructie van AMNH 5799 uit 1910, met een te platte kop

Het holotype, specimen AMNH 5799, is gevonden in de De-na-zin-afzetting van de Kirtlandformatie die dateert uit het Laat-Campanien en zo'n vierenzeventig miljoen jaar oud is. Het bestaat uit een schedel met onderkaken en een atlas. Het achterste deel van de schedel en de onderkaken zijn zeer goed bewaard gebleven; de snuitpunt is weggeërodeerd. Achterste delen van de praemaxilla werden door Brown als weggespoelde elementen aangetroffen; deze werden door hem maar ten dele in zijn reconstructies van de schedel gebruikt. In 2006 werd gemeld dat ze nog in het American Museum of Natural History, de werkgever van Brown, in een doos lagen. Later zijn wel andere botten aan Kritosaurus navajovius toegewezen. Deze waren meestal losse elementen waarvan een verband met het holotype niet strikt te bewijzen viel omdat ze daarmee niet overlapten.
Brown begreep eerst niet goed hoe het dier er precies uitzag: hij reconstrueerde de fragmenten naar het model van Edmontosaurus, met een veel te platte schedel. In 1914 werd Gryposaurus Lambe 1914 uit Alberta beschreven die duidelijk een enorme bolle neus had. Brown wijzigde nu zijn beschrijving van Kritosaurus en stelde ook dat Gryposaurus daar onder viel, wat een tweede kritosaurussoort opleverde: Kritosaurus notabilis. In 1919 benoemde William Arthur Parks een derde soort: Kritosaurus incurvimanus. Dit wordt tegenwoordig beschouwd als een synoniem van G. notabilis. In 1942 hernoemden Richard Swann Lull en Nelda Wright Trachodon marginatus Lambe 1902 in een Kritosaurus marginatus en ?Hadrosaurus breviceps Marsh 1889 in een Kritosaurus breviceps maar deze zijn nomina dubia; de laatste soort is gebaseerd op een stuk onderkaak. In 1977 hernoemden Donald Baird en Jack Horner Kritosaurus navajovius in een Hadrosaurus navajovius; deze naam is een tijd populair geweest maar raakte eind jaren tachtig weer in vergetelheid. In 1984 werd door José Fernando Bonaparte een Kritosaurus australis benoemd uit Zuid-Amerika; dit werd eerst gezien als een synoniem van Secernosaurus en in 2022 benoemd als het aparte geslacht Huallasaurus. 
In 1990 onderscheidde Jack Horner Gryposaurus weer als een apart geslacht. Dat zou betekend hebben dat alleen de typesoort Kritosaurus navajovius overbleef, ware het niet dat in 1993 Adrian Hunt en Spencer Lucas twee nieuwe genera benoemden, Anasazisaurus horneri en Naashoibitosaurus, waarbij ze claimden dat het holotype van Kritosaurus van geen van beiden onderscheiden kon worden en dus een nomen dubium was. Dit leidde tot grote onenigheid. Sommige onderzoekers namen dit over, andere erkenden drie genera naast elkaar, weer andere zagen het hele materiaal als aan Kritosaurus toebehorend. Albert Prieto-Márquez erkende in 2013 Kritosaurus als een valide taxon maar meende dat Anasazisaurus dat mogelijkerwijs ook kon zijn zodat hij voorlopig een zevende kritosaurussoort erkende: Kritosaurus horneri. Hierover bestaat weer geen consensus. Overigens was de naam al in 2010 gebruikt door Gregory S. Paul die ook Gryposaurus monumentensis hernoemde in een Kritosaurus monumentensis; in dat laatste althans is hij door niemand anders gevolgd.
Verschillende grote specimina uit Mexico zijn aan een Kritosaurus sp. toegewezen. Prieto-Márquez meende in 2013 echter dat het ging om een niet exact te identificeren taxon.

## Kenmerken

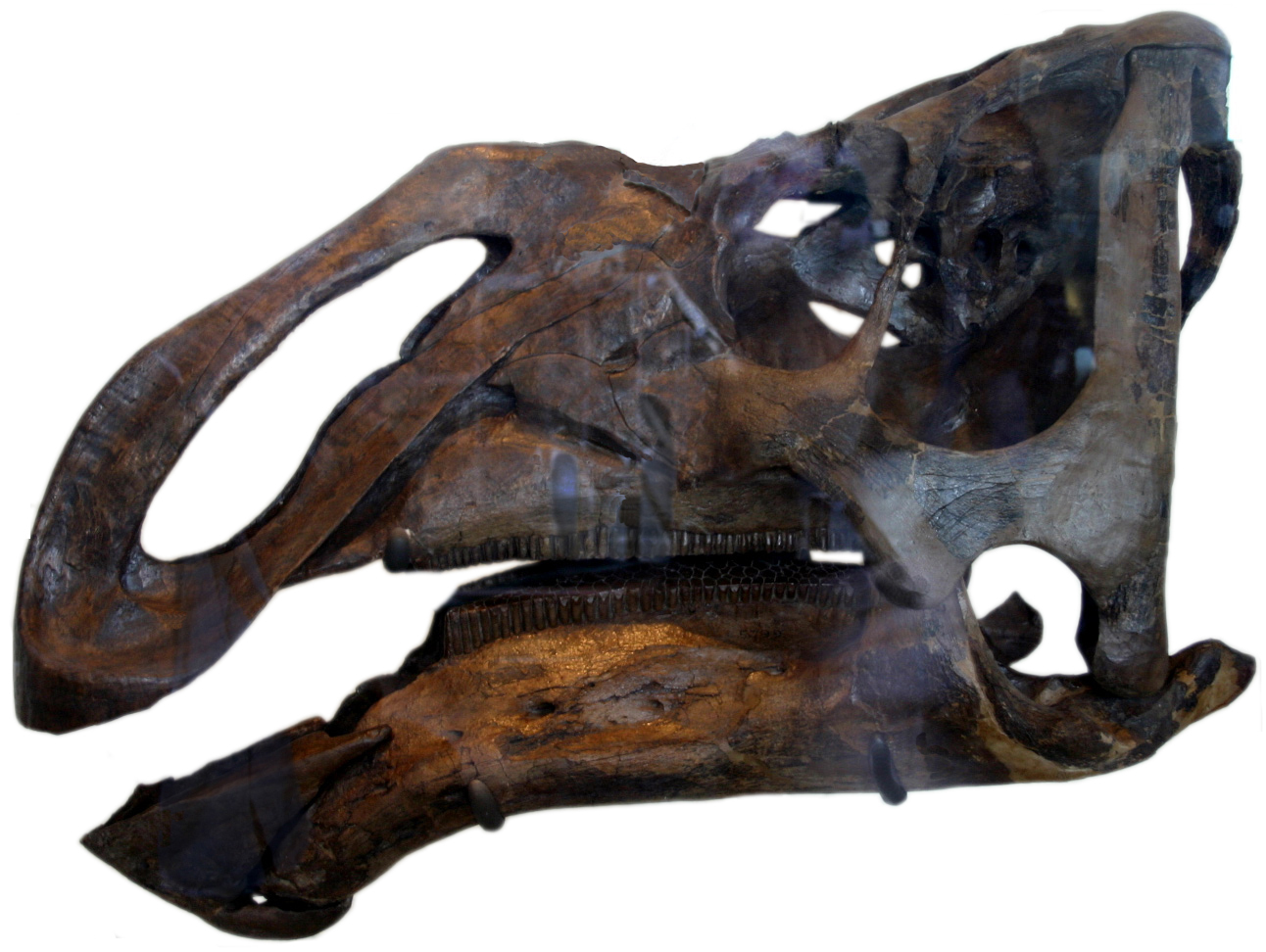
Een latere reconstructie van AMNH 5799 met een grote neus

Paul schatte in 2010 de lichaamslengte op negen meter, het gewicht op vier ton.
Prieto-Márquez baseerde in 2013 zijn oordeel dat Kritosaurus toch een geldig taxon was op het identificeren van vijf unieke afgeleide kenmerken ofwel autapomorfieën. De buitenste bovenrand van het bovenkaaksbeen heeft een aanzienlijke lengte. Het jukbeen is onder de oogkas minder ingesnoerd dan onder het onderste slaapvenster. Het onderste slaapvenster is groter dan de oogkas en heeft een bovenrand die bij volwassen exemplaren boven de bovenrand van de oogkas verheven is. Het voorhoofdsbeen maakt deel uit van de bovenrand van de oogkas. De neusbeenderen hebben samen gepaarde achterste uitsteeksels die op de voorhoofdsbeenderen rusten.
Hoewel Kritosaurus een vrij bekende naam is, kunnen alleen de schedel en onderkaken als bekend worden beschouwd. Het meeste wat in oudere literatuur als "Kritosaurus" beschreven wordt, betreft in feite de uit veel completer vondsten bekende soorten van Gryposaurus.
Kritosaurus heeft een zeer krachtig gebouwde schedel. De precieze vorm van de neus is onbekend. Het onderste deel daarvan maakt per zijde de praemaxilla uit, het voorste snuitbeen. Dit vormt een afhangende beenkern van de bovensnavel. De afhanging is niet zo sterk als bij sommige verwanten en is niet gekromd maar steekt schuin naar beneden en voren, waarbij de onderkant een rechte lijn vormt. Vermoedelijk was er een groot neusgat, van boven omvat door het neusbeen in een bultige verhoging die op haar buitenvlak licht uitgehold is. De neusbeenderen werden vermoedelijk op hun middenlijn ingekeept door dunne opgaande takken van de praemaxillae. De neusbeenderen lopen ver naar achter door en overlappen de voorhoofdsbeenderen in een zigzaglijn. Op hun beurt lopen de voorhoofdsbeenderen ver naar achteren door. Dunne wandbeenderen liggen tussen grote bovenste slaapvensters. Ze scheiden met smalle uitlopers krachtige squamosa op de achterste hoeken van het schedeldak. Het hele achterdeel van de schedel is op deze wijze van grote omvang en doosvormig, naar achteren oplopend.
De stevige opbouw weerspiegelt zich ook in de zijkant van de schedel. De oogkas is relatief klein en hoog en eindigt onderaan niet in een punt maar een geleidelijke kromming. Het achterste slaapvenster is zeer groot en heeft de vorm van een parallellogram. De achterkant van de schedel wordt in zijaanzicht begrensd door lange en rechte quadrata die wat naar achteren hellen. Door de grote hoogte is de achterkant rechthoekig. De processus paroccipitales, zijuitsteeksels waaraan nekspieren de schedel bewegen, hangen sterk af en lopen vrijwel evenwijdig aan de quadrata. Het jukbeen is krachtig gebouwd en vooraan het hoogst vanwege de hoge oogkas waarvan het de onderrand vormt. Of de hoge gekromde beenband van het quadratojugale werkelijk jukbeen en quadratum scheidt zoals Brown meende is onzeker: het holotype is wel zo gerestaureerd. Het quadratojugale is in ieder geval relatief breed in zijaanzicht.
Het quadratum maakt contact met een laag lang achterste uitsteeksel van de onderkaak. Dit verhoogde de bijtkracht door een sterkere hefboomwerking. Een tweede hefboom wordt gevormd door een hoog verticaal coronoïde uitsteeksel waaraan de kaak naar boven getrokken werd en dat bij sluiting van de bek tot onder het jukbeen doorloopt. Het dentarium van de onderkaak vormt een krachtige horizontale structuur. Vooraan buigt die naar beneden voor een 'kin'. Beide onderkaken hebben hier een gezamenlijk bot, het predentarium dat de beenkern van de ondersnavel vormt. Bij Kritosaurus loopt het predentarium bovenaan ver naar achter; de bovenste tak in van onderen hol, niet bol zoals bij sommige verwanten.
De praemaxillae van de bovenkaken en het predentarium van de onderkaken was bij leven bedekt met een steeds aangroeiende hoornschacht. Zo werd een stevige schoepvormige snavel gevormd waarmee planten konden worden afgebeten. Die werden verder verknipt door tandbatterijen in zowel de onder- als bovenkaak. De tanden staan horizontaal nauw aaneen; vijf à zes rijen vervangingstanden groeien ruitvormig in elkaar grijpend naar boven toe. Zo wordt een doorlopende tandwal gevormd die bovenaan afslijt en van onderen steeds aangroeit. De batterij van de onderkaak kromt naar buiten toe, die van de bovenkaak naar binnen. Zo ontstaan slijtvlakken met scherpe randen. Het slijtvlak beslaat de bovenste twee rijen tanden.

## Fylogenie
Kritosaurus werd door Brown in 1910 in de Trachodontidae geplaatst en in 1914 in de Trachodontinae. Tegenwoordig ziet men het als een lid van de Hadrosauridae, meer bepaald de Saurolophinae. Daarbinnen heeft Kritosaurus met verwante soorten een eigen klade, de Kritosaurini.

## Levenswijze
Kritosaurus leefde in matig natte bosrijke kustgebieden. De brede snavel wijst op een dieet van laagwaardig plantenmateriaal. Het dier bewoog zich op zijn sterke achterpoten voort. Andere dinosauriërs uit de Kirtlandformatie zijn Alamosaurus, een Parasaurolophus sp., Pentaceratops, Nodocephalosaurus, Saurornitholestes, en de grote roofsauriër Bistahieversor.
De functie van de grote benen neusboog op de snuit voor de ogen is onzeker. Voor de normale ademhaling of reuk was een dergelijk enorm neusgat overbodig. Mogelijke verklaringen zijn soortherkenning of imponeergedrag. Er zijn geen aanwijzingen voor seksuele dimorfie, waarin bijvoorbeeld alleen de mannetjes een grote neus hadden om mee te pronken of te vechten. Wel wordt in de Kritosaurini de neus bij oudere dieren sterk groter. Een andere verklaring is dat het neusgat bedekt was met een grote huidflap die als een blaas gevuld kon worden om zware snurkende of snuivende geluiden te maken. Zulke geluiden konden dienen voor de communicatie binnen de soort, opnieuw om te imponeren of om contact te houden met de leden van een kudde.